# Иодат кальция
Иодат кальция — неорганическое соединение,
соль кальция и иодноватой кислоты с формулой Ca(IO3)2,
бесцветные кристаллы,
слабо растворяется в воде,
образует кристаллогидраты.

## Получение
- В природе встречается минерал лаутарит — Ca(IO3)2 с примесями [1].

## Физические свойства
Иодат кальция образует бесцветные кристаллы
моноклинной сингонии,
пространственная группа P 21/n,
параметры ячейки a = 0,7143 нм, b = 1,1297 нм, c = 0,72804 нм, β = 106,35°, Z = 4 .
Слабо растворяется в воде.
Образует кристаллогидрат состава Ca(IO3)2•6H2O.

## Применение
Используется в качестве пищевой добавки Е916, которая предназначена для обогащения различных продуктов питания и комбикормов для животных иодом. Применялся в качестве улучшителя качеств муки и мучных изделий (хлеб, выпечка). В косметической отрасли пищевая добавка Е916 добавляется к мазям и лосьонам в качестве антисептика и дезодоранта. 
В большинстве стран мира добавка Е916 не применяется в пищевой индустрии .